# أندرو بريتون (لاعب كريكت)
أندرو بريتون (10 فبراير 1988 - ) (بالإنجليزية: Andrew Britton)‏ هو لاعب كريكت أيرلندي. شارك مع منتخب أيرلندا للكريكت.

## وصلات خارجية
- أندرو بريتون على موقع إي آس بي آن كريك إنفو (الإنجليزية)